# Bahnradsport-Weltmeisterschaften

Logo der UCI

Die Bahnradsport-Weltmeisterschaften sind die jährlich durch den Radsport-Weltverband UCI organisierten Welttitelkämpfe im Bahnradsport. Für die erstmals 1893 ausgetragenen Veranstaltungen war zunächst die ICA zuständig, eine Vorläuferorganisationen der UCI. Als letztere 1900 gegründet wurde, übernahm sie die Ausrichtung.

## Geschichte
Die ersten Bahn-Weltmeisterschaften in Chicago 1893 wurden für Amateure in zwei Disziplinen veranstaltet: Der Amerikaner Arthur Augustus Zimmerman siegte im Sprint, der Südafrikaner Laurens Smitz Meintjes gewann das 62-Meilen-Rennen hinter mehrsitziger Schrittmacherführung (ohne Motor). Erster deutscher Weltmeister wurde bereits 1894 August Lehr in Antwerpen im Sprint.
Die ersten Wettkämpfe für Profis fanden 1895 in Köln statt, was gleichzeitig die ersten Bahn-Weltmeisterschaften in Deutschland waren. Zunächst standen nur der Sprint und das 100-km-Steherrennen auf dem Programm. Am 14. April 1900 wurde die UCI in Paris gegründet und war seitdem verantwortlich für die Organisation der Weltmeisterschaften. 1946 kam die Einerverfolgung und 1962 die Mannschaftsverfolgung hinzu. 1966 wurden das Zeitfahren über 1000 Meter und ein Tandemsprint eingeführt. Ein Wettbewerb im Punktefahren sowie der Keirin-Sprint folgten 1980.
In den 1990er Jahren gestaltete der Radsport-Weltverband UCI das Programm der Bahn-Weltmeisterschaften grundlegend um: Im Jahr 1992 wurde die Trennung zwischen Profi- und Amateur-Weltmeisterschaften aufgehoben, wodurch die Bahn-Weltmeisterschaften seitdem als „offene“ Meisterschaften ausgetragen werden. Drei Jahre später wurden die Disziplinen Tandem und Steher abgeschafft, das Zweier-Mannschaftsfahren und der Teamsprint wurden hingegen neu in das Programm aufgenommen. Seit 2002 gibt es auch Wettbewerbe im Scratch und seit 2007 gibt es einen Mehrkampftitel (Omnium). Er besteht mittlerweile aus den Einzeldisziplinen Scratch, Temporennen, Ausscheidungsrennen und dem abschließenden Punktefahren.
Seit 1975 werden zudem separate Weltmeisterschaften für Junioren und seit 1995 Masters-Bahn-Weltmeisterschaften für ältere Sportler ausgetragen. Bis einschließlich 1995 wurden Bahn- und Straßen-Weltmeisterschaften im selben Land terminlich aufeinanderfolgend ausgetragen, zuweilen auch in Verbindung mit den Weltmeisterschaften im Hallenradsport. Seit 1996 werden die Weltmeisterschaften an verschiedene nationale Verbände vergeben, die Bahn-Weltmeisterschaften finden im Frühjahr, die Straßen-Weltmeisterschaften im Herbst statt. Zusätzlich wurden von 1997 bis 2003 sogenannte B-Weltmeisterschaften ausgetragen, an denen Sportlerinnen und Sportler aus Ländern teilnahmen, in denen sich das Leistungsniveau des Radsports noch in der Entwicklung befindet. Seitdem haben die kontinentalen Meisterschaften diese Aufgabe übernommen.

## Disziplinen
Bei UCI-Bahnweltmeisterschaften werden folgende Disziplinen ausgetragen:
- Sprint (seit 1893 für Amateure, 1895 für Profis)[1]
- Einerverfolgung (seit 1946 für Amateure und Profis)
- Mannschaftsverfolgung (seit 1962 für Amateure, ab 1993 für Elite)
- 1000- bzw. 500-m-Zeitfahren (seit 1966 für Amateure, ab 1993 für Elite)
- Keirin (seit 1980 für Profis)
- Punktefahren (seit 1977 für Amateure, 1980 für Profis)
- Teamsprint (seit 1995)
- Zweier-Mannschaftsfahren (seit 1995)
- Scratch (seit 2002)
- Omnium (seit 2007)
- Ausscheidungsfahren (ab 2021)

Nicht mehr ausgetragene Disziplinen:
- Steherrennen (1895–1994)
- Tandemrennen (1966–1994)
- 10-Kilometer-Rennen (1893–1894)[2]

Die Ergebnisse der Weltmeisterschaften befinden sich in den einzelnen Artikeln.

## Austragungsorte
| Jahr      | Datum                                          | Land                                           | Austragungsort                                                               |
| --------- | ---------------------------------------------- | ---------------------------------------------- | ---------------------------------------------------------------------------- |
| 1893      | 11. und 12. Aug.                               | Vereinigte Staaten                             | Chicago                                                                      |
| 1894      | 12. bis 13. Aug.                               | Belgien                                        | Antwerpen                                                                    |
| 1895      | 17. bis 19. Aug.                               | Deutsches Kaiserreich                          | Köln (Riehler Radrennbahn)                                                   |
| 1896      | 15. bis 17. Aug.                               | Dänemark                                       | Ordrup (Ordrup Velodrome) bei Kopenhagen                                     |
| 1897      | 30. Juli bis 2. Aug.                           | Vereinigtes Königreich                         | Glasgow (Celtic Park)                                                        |
| 1898      | 8. bis 12. Sep.                                | Kaisertum Österreich                           | Wien (Prater-Bahn)                                                           |
| 1899      | 9. bis 11. Aug.                                | Kanada                                         | Montreal (Vélodrome de Queen's Park)                                         |
| 1900      | 12. bis 18. Aug.                               | Frankreich                                     | Paris (Parc des Princes)                                                     |
| 1901      | 7. bis 14. Juli                                | Deutsches Kaiserreich                          | Berlin (Radrennbahn Friedenau)                                               |
| 1902      | 15. Juni                                       | Königreich Italien                             | Rom (Velodromo Salario)                                                      |
| 1902      | 22. Juni                                       | Deutsches Kaiserreich                          | Berlin (Radrennbahn Friedenau)                                               |
| 1903      | 16. bis 22. Aug.                               | Dänemark                                       | Ordrup (Ordrup Velodrome) bei Kopenhagen                                     |
| 1904      | 3. bis 10. Sep.                                | Vereinigtes Königreich                         | London (Crystal Palace)                                                      |
| 1905      | 16. bis 23. Juli                               | Belgien                                        | Antwerpen                                                                    |
| 1906      | 29. Juli bis 5. Aug.                           | Schweiz                                        | Genf                                                                         |
| 1907      | 30. Juni bis 7. Juli                           | Frankreich                                     | Paris (Parc des Princes)                                                     |
| 1908      | 26. Juli                                       | Deutsches Kaiserreich                          | Leipzig (Sportplatz Leipzig, Amateure)                                       |
| 1908      | 30. Juli bis 2. Aug.                           | Deutsches Kaiserreich                          | Berlin (Radrennbahn Steglitz, Berufsfahrer)                                  |
| 1909      | 14. bis 23. Aug.                               | Dänemark                                       | Ordrup (Ordrup Velodrome) bei Kopenhagen                                     |
| 1910      | 17. bis 25. Juli                               | Belgien                                        | Brüssel                                                                      |
| 1911      | ?                                              | Königreich Italien                             | Rom (Motovelodromo Appio)                                                    |
| 1912      | 30. Aug. bis 4. Sep.                           | Vereinigte Staaten                             | Newark (Radrennbahn Newark)                                                  |
| 1913      | 23. bis 24. Aug.                               | Deutsches Kaiserreich                          | Berlin (Deutsches Stadion, Amateure)                                         |
| 1913      | 28. bis 31. Aug.                               | Deutsches Kaiserreich                          | Leipzig (Sportplatz Leipzig, Berufsfahrer)                                   |
| 1914      | 2. Aug.                                        | Dänemark                                       | Ordrup (Ordrup Velodrome) bei Kopenhagen                                     |
| 1915–1919 | Keine Austragung wegen des Ersten Weltkrieges  | Keine Austragung wegen des Ersten Weltkrieges  | Keine Austragung wegen des Ersten Weltkrieges                                |
| 1920      | 6. bis 8. Aug.                                 | Belgien                                        | Antwerpen                                                                    |
| 1921      | 30. Juli bis 8. Aug.                           | Dänemark                                       | Ordrup (Ordrup Velodrome) bei Kopenhagen                                     |
| 1922      | 29. Juli bis 7. Aug.                           | Vereinigtes Königreich                         | Liverpool                                                                    |
| 1922      | 17. Sep.                                       | Frankreich                                     | Paris                                                                        |
| 1923      | 18. bis 26. Aug.                               | Schweiz                                        | Zürich (Offene Rennbahn Oerlikon)                                            |
| 1924      | 3. bis 10. Aug.                                | Frankreich                                     | Paris (Parc des Princes)                                                     |
| 1925      | 16. bis 23. Aug.                               | Niederlande                                    | Amsterdam                                                                    |
| 1926      | 24. Juli bis 1. Aug.                           | Königreich Italien                             | Mailand (Sprint)                                                             |
| 1926      | 24. Juli bis 1. Aug.                           | Königreich Italien                             | Turin (Steher)                                                               |
| 1927      | 17. bis 24. Juli                               | Deutsches Reich                                | Köln (Müngersdorfer Radrennbahn, Sprint)                                     |
| 1927      | 17. bis 24. Juli                               | Deutsches Reich                                | Elberfeld (Stadion am Zoo, Steher)                                           |
| 1928      | 14. bis 20. Aug.                               | Königreich Ungarn                              | Budapest (Millenáris Sporttelep)                                             |
| 1929      | 11. bis 18. Aug                                | Schweiz                                        | Zürich (Offene Rennbahn Oerlikon)                                            |
| 1930      | 24. bis 30. Aug.                               | Belgien                                        | Brüssel (Heysel-Stadion)                                                     |
| 1931      | 21. bis 30. Aug.                               | Dänemark                                       | Ordrup (Ordrup Velodrome) bei Kopenhagen                                     |
| 1932      | 27. Aug. bis 4. Sep.                           | Königreich Italien                             | Rom (Stadio Nazionale del PNF)                                               |
| 1933      | 11. bis 15. Aug.                               | Frankreich                                     | Paris (Parc des Princes)                                                     |
| 1934      | 10. bis 19. Aug.                               | Deutsches Reich                                | Leipzig (Sportplatz Leipzig)                                                 |
| 1935      | 10. bis 18. Aug.                               | Belgien                                        | Brüssel (Heysel-Stadion)                                                     |
| 1936      | 28. Aug. bis 6. Sep.                           | Schweiz                                        | Zürich (Offene Rennbahn Oerlikon)                                            |
| 1937      | 21. bis 29. Aug.                               | Dänemark                                       | Ordrup (Ordrup Velodrome) bei Kopenhagen                                     |
| 1938      | 27. Aug. bis 4. Sep.                           | Niederlande                                    | Amsterdam (Olympiastadion)                                                   |
| 1939      | 26. Aug. bis 3. Sep.                           | Königreich Italien                             | Mailand (Velodromo Maspes-Vigorelli)                                         |
| 1940–1945 | Keine Austragung wegen des Zweiten Weltkrieges | Keine Austragung wegen des Zweiten Weltkrieges | Keine Austragung wegen des Zweiten Weltkrieges                               |
| 1946      | 24. Aug. bis 1. Sep.                           | Schweiz                                        | Zürich (Offene Rennbahn Oerlikon)                                            |
| 1947      | 26. Juli bis 3. Aug.                           | Frankreich                                     | Paris (Parc des Princes)                                                     |
| 1948      | 23. bis 29. Aug.                               | Niederlande                                    | Amsterdam (Olympiastadion)                                                   |
| 1949      | 22. bis 28. Aug.                               | Dänemark                                       | Ordrup (Ordrup Velodrome) bei Kopenhagen                                     |
| 1950      | August                                         | Belgien                                        | Rocourt (Stade Vélodrome)                                                    |
| 1951      | 24. bis 28. Aug.                               | Italien                                        | Mailand (Velodromo Maspes-Vigorelli)                                         |
| 1952      | 26. bis 31. Aug.                               | Frankreich                                     | Paris (Parc des Princes)                                                     |
| 1953      | 21. bis 26. Aug.                               | Schweiz                                        | Zürich (Offene Rennbahn Oerlikon)                                            |
| 1954      | 27. bis 29. Aug.                               | Bundesrepublik Deutschland                     | Köln (Müngersdorfer Stadion, Sprint und Ausdauer)                            |
| 1954      | 27. bis 29. Aug.                               | Bundesrepublik Deutschland                     | Wuppertal (Stadion am Zoo, Steher)                                           |
| 1955      | 31. Aug. bis 3. Sep.                           | Italien                                        | Mailand (Velodromo Maspes-Vigorelli)                                         |
| 1956      | 27. Aug. bis 2. Sep.                           | Dänemark                                       | Ordrup (Ordrup Velodrome) bei Kopenhagen                                     |
| 1957      | 10. bis 15. Aug.                               | Belgien                                        | Rocourt (Stade Vélodrome)                                                    |
| 1958      | 2. bis 7. Sep.                                 | Frankreich                                     | Paris (Parc des Princes)                                                     |
| 1959      | 8. bis 13. Aug.                                | Niederlande                                    | Amsterdam (Olympiastadion)                                                   |
| 1960      | 3. bis 14. Aug.                                | Deutsche Demokratische Republik                | Leipzig (Alfred-Rosch-Kampfbahn)                                             |
| 1960      | 3. bis 14. Aug.                                | Deutsche Demokratische Republik                | Karl-Marx-Stadt (Radrennbahn Karl-Marx-Stadt, Steherrennen der Berufsfahrer) |
| 1961      | 27. Aug. bis 13. Sep.                          | Schweiz                                        | Zürich (Offene Rennbahn Oerlikon)                                            |
| 1962      | 24. bis 28. Aug.                               | Italien                                        | Mailand (Velodromo Maspes-Vigorelli)                                         |
| 1963      | 1. bis 7. Aug.                                 | Belgien                                        | Rocourt (Stade Vélodrome)                                                    |
| 1964      | 8. bis 13. Sep.                                | Frankreich                                     | Paris (Parc des Princes)                                                     |
| 1965      | 6. bis 12. Sep.                                | Spanien                                        | San Sebastián (Velódromo de Anoeta)                                          |
| 1966      | 29. Aug. bis 4. Sep.                           | Bundesrepublik Deutschland                     | Frankfurt am Main (Waldstadion)                                              |
| 1967      | 22. bis 27. Aug.                               | Niederlande                                    | Amsterdam (Olympiastadion)                                                   |
| 1968      | 26. bis 29. Aug.                               | Italien                                        | Rom (Velodromo Olimpico, nichtolympische Disziplinen)                        |
| 1968      | 1. bis 10. Nov.                                | Uruguay                                        | Montevideo (Velódromo Municipal, olympische Disziplinen)                     |
| 1969      | 5. bis 9. Aug.                                 | Belgien                                        | Antwerpen (Sportpaleis, Profis)                                              |
| 1969      | 20. bis 24. Aug.                               | Tschechoslowakei                               | Brünn (Velodrom Brno, Amateure)                                              |
| 1970      | 6. bis 12. Aug.                                | Vereinigtes Königreich                         | Leicester (Saffron Lane Velodrome)                                           |
| 1971      | 25. bis 31. Aug.                               | Italien                                        | Varese (Stadio Franco Ossola)                                                |
| 1972      | 29. Juli bis 2. Aug.                           | Frankreich                                     | Marseille (Stade Vélodrome)                                                  |
| 1973      | 22. bis 27. Aug.                               | Spanien                                        | San Sebastián (Velódromo de Anoeta)                                          |
| 1974      | 14. bis 20. Aug.                               | Kanada                                         | Montreal (Université de Montréal velodrome)                                  |
| 1975      | 20. bis 25. Aug.                               | Belgien                                        | Rocourt (Stade Vélodrome)                                                    |
| 1976      | 7. bis 10. Sep.                                | Italien                                        | Monteroni di Lecce (Velodromo degli Ulivi)                                   |
| 1977      | 22. bis 26. Aug.                               | Venezuela                                      | San Cristóbal (Velódromo José de Jesús Mora Figueroa)                        |
| 1978      | 16. bis 21. Aug.                               | Bundesrepublik Deutschland                     | München (Olympia-Radstadion)                                                 |
| 1979      | 29. Aug. bis 2. Sep.                           | Niederlande                                    | Amsterdam (Olympiastadion)                                                   |
| 1980      | 3. bis 7. Sep.                                 | Frankreich                                     | Besançon (Stade Léo-Lagrange)                                                |
| 1981      | 31. Aug. bis 5. Sep.                           | Tschechoslowakei                               | Brünn (Velodrom Brno)                                                        |
| 1982      | 23. bis 29. Aug.                               | Vereinigtes Königreich                         | Leicester (Saffron Lane Velodrome)                                           |
| 1983      | 23. bis 28. Aug.                               | Schweiz                                        | Zürich (Offene Rennbahn Oerlikon)                                            |
| 1984      | 28. bis 31. Aug.                               | Spanien                                        | Barcelona (Velódromo de Horta)                                               |
| 1985      | 21. Aug. bis 1. Sep.                           | Italien                                        | Bassano del Grappa (Stadio Rino Mercante)                                    |
| 1986      | 27. Aug. bis 7. Sep.                           | Vereinigte Staaten                             | Colorado Springs (7-Eleven USOTC Velodrome)                                  |
| 1986      | 27. Aug. bis 7. Sep.                           | Schweiz                                        | Zürich (Offene Rennbahn Oerlikon, Steher: Amateure und Profis)               |
| 1987      | August                                         | Österreich                                     | Wien (Ferry-Dusika-Hallenstadion)                                            |
| 1988      | 21. bis 25. Aug.                               | Belgien                                        | Gent (Blaarmeersen Velodrome)                                                |
| 1989      | August                                         | Frankreich                                     | Lyon (Vélodrome Georges-Préveral)                                            |
| 1990      | August                                         | Japan                                          | Maebashi (Green Dome)                                                        |
| 1991      | 13. bis 18. Aug.                               | Deutschland                                    | Stuttgart (Schleyer-Halle)                                                   |
| 1992      | August                                         | Spanien                                        | Valencia (Palacio Velódromo Luis Puig)                                       |
| 1993      | 17. bis 29. Aug.                               | Norwegen                                       | Hamar (Vikingskipet)                                                         |
| 1994      | 15. bis 20. Aug.                               | Italien                                        | Palermo (Velodromo Paolo Borsellino)                                         |
| 1995      | 26. bis 30. Sep.                               | Kolumbien                                      | Bogotá (Velódromo Luis Carlos Galán)                                         |
| 1996      | 28. Aug. bis 1. Sep.                           | Vereinigtes Königreich                         | Manchester (Manchester Velodrome)                                            |
| 1997      | 27. bis 31. Aug.                               | Australien                                     | Perth (Perth SpeedDome)                                                      |
| 1998      | 26. bis 30. Aug.                               | Frankreich                                     | Bordeaux (Stadium Vélodrome de Bordeaux Lac)                                 |
| 1999      | 20. bis 24. Okt.                               | Deutschland                                    | Berlin (Velodrom)                                                            |
| 2000      | 25. bis 29. Okt.                               | Vereinigtes Königreich                         | Manchester (Manchester Velodrome)                                            |
| 2001      | 26. bis 30. Sep.                               | Belgien                                        | Antwerpen (Sportpaleis)                                                      |
| 2002      | 25. bis 29. Sep.                               | Dänemark                                       | Ballerup (Ballerup Super Arena)                                              |
| 2003      | 30. Juli bis 3. Aug.                           | Deutschland                                    | Stuttgart (Schleyer-Halle)                                                   |
| 2004      | 26. bis 30. Mai                                | Australien                                     | Melbourne (Vodafone Arena)                                                   |
| 2005      | 24. bis 27. Mär.                               | Vereinigte Staaten                             | Los Angeles (ADT Event Center)                                               |
| 2006      | 13. bis 16. Apr.                               | Frankreich                                     | Bordeaux (Stadium Vélodrome de Bordeaux Lac)                                 |
| 2007      | 29. Mär. bis 1. Apr.                           | Spanien                                        | Palma (Palma Arena)                                                          |
| 2008      | 26. bis 30. Mär.                               | Vereinigtes Königreich                         | Manchester (Manchester Velodrome)                                            |
| 2009      | 25. bis 29. Mär.                               | Polen                                          | Pruszków (BGŻ Arena)                                                         |
| 2010      | 24. bis 28. Mär.                               | Dänemark                                       | Ballerup (Ballerup Super Arena)                                              |
| 2011      | 23. bis 27. Mär.                               | Niederlande                                    | Apeldoorn (Omnisport Apeldoorn)                                              |
| 2012      | 4. bis 8. Apr.                                 | Australien                                     | Melbourne (Hisense Arena)                                                    |
| 2013      | 20. bis 24. Feb.                               | Belarus                                        | Minsk (Minsk-Arena)                                                          |
| 2014      | 26. Feb. bis 2. Mär.                           | Kolumbien                                      | Cali (Velódromo Alcides Nieto Patiño)                                        |
| 2015      | 18. bis 22. Feb.                               | Frankreich                                     | Saint-Quentin-en-Yvelines (Vélodrome National)                               |
| 2016      | 2. bis 6. Mär.                                 | Vereinigtes Königreich                         | London (Lee Valley Velodrome)                                                |
| 2017      | 12. bis 16. Apr.                               | Hongkong                                       | Hongkong (Hong Kong Velodrome)                                               |
| 2018      | 28. Feb. bis 4. Mär.                           | Niederlande                                    | Apeldoorn (Omnisport Apeldoorn)                                              |
| 2019      | 27. Feb. bis 3. Mär.                           | Polen                                          | Pruszków (BGŻ BNP Paribas Arena)                                             |
| 2020      | 26. Feb. bis 1. Mär.                           | Deutschland                                    | Berlin (Velodrom)                                                            |
| 2021      | 20. bis 24. Okt.                               | Frankreich                                     | Roubaix (Vélodrome Couvert Régional Jean Stablinski)                         |
| 2022      | 12. bis 16. Okt.                               | Frankreich                                     | Saint-Quentin-en-Yvelines (Vélodrome National)                               |
| 2023      | 3. bis 9. Aug.                                 | Vereinigtes Königreich                         | Glasgow (Sir Chris Hoy Velodrome)                                            |
| 2024      | 16. bis 20. Okt.                               | Dänemark                                       | Ballerup (Ballerup Super Arena)                                              |
| 2025      | 22. bis 26. Okt.                               | Chile                                          | Santiago de Chile (Velódromo Peñalolén)                                      |
| 2026      |                                                | Volksrepublik China                            | Shanghai                                                                     |
| 2027      |                                                | Frankreich                                     | Département Haute-Savoie                                                     |
| 2028      |                                                | TBA                                            |                                                                              |
| 2029      |                                                | Vereinigte Arabische Emirate                   | Abu Dhabi                                                                    |
| 2030      |                                                | Australien                                     | Brisbane                                                                     |